# Tom Patey
Tom Patey (ur. 20 lutego 1932, zm. 25 maja 1970), szkocki wspinacz i pisarz. Dokonał pierwszych wejść na: Old Man of Hoy, Am Buachaille w Szkocji. Wspinał się też w Alpach i Himalajach, gdzie dokonał pierwszych wejść na Rakaposhi (w wyprawie tej uczestniczył też Mike Banks) i Muztagh (w wyprawie tej uczestniczyli też John Hartog, Joe Brown i Ian McNaught-Davis).
Zginął podczas schodzenia z kolumny na północnym wybrzeżu Szkocji. W 1971, już po jego śmierci, wydano tom prozy jego autorstwa pt. "One Man's Mountains".